# 일광중학교
일광중학교(日光中學校)는 대한민국 부산광역시 기장군 일광읍 삼성리에 있는 공립 중학교이다.

## 학교 연혁
- 2020년 11월 4일 : 일광중학교 설립인가
- 2021년 3월 1일 : 초대 강내희 교장 취임
- 2021년 3월 2일 : 개교(2학년 4학급, 3학년 3학급)
- 2021년 3월 3일 : 제1회 입학식(신입생 7학급 214명)
- 2022년 2월 10일 : 제1회 졸업식(졸업생 3학급 44명)
- 2023년 3월 2일 : 제3회 입학식(신입생 9학급 144명)
- 2023년 9월 1일 : 제2대 박점분 교장 부임
- 2024년 1월 4일 : 제3회 졸업식(졸업생 9학급 218명)

## 참고 자료
- 일광중학교 - 한국교육학술정보원 학교알리미